# 노승탁
노승탁(盧承卓, 1943년 ~ )는 대한민국의 열공학 분야의 선구자, 전 서울대학교 교수이다.

## 학력
- 1966년: 서울대학교 기계공학과 졸업
- 1969년: 미국 로즈홀맨공대 기계공학 석사
- 1972년: 미국 브라운대학 기계공학 박사

## 주요경력
- 1973 ~ 2008년: 서울대학교 기계공학과, 기계항공공학부 교수
- 1991 ~ 2000년: 서울대학교 터보동력기계연구센터 센터장
- 1996 ~ 1997년: 공기조화냉동공학회(現 대한설비공학회) 회장
- 1997 ~ 2001년: 서울대학교 정밀기계설계공동연구소 소장
- 1998년: 대한기계학회 회장
- 1998년: Assembly for the International Heat Transfer Conferences 회장
- 1998 ~ 현재년: American Society of Mechanical Engineers 석학회원

## 생애 및 업적
노승탁 교수는 우리나라 열공학 분야의 선구자이자 권위자로 2백여 편의 연구논문을 게재했으며, 35년 동안 서울대학교 교수로 재직하면서 다수의 우수한 후학을 양성했다.

### 열물성에 관한 세계적 수준의 연구로 신냉매 개발을 촉진
노승탁 교수는 기계공학의 기초가 되는 열공학을 전공했으며, 열물성, 에너지변환, 냉동공학 등의 분야에서 탁월한 연구성과를 내놓았다. 열물성 분야에서는 기존 물질이나 새로운 물질의 열역학적 성질을 측정 혹은 규명하여 기계장치의 설계 및 성능해석에 필수적인 열물성 자료를 제공했다. 특히 그의 열물성 연구는 1990년대 오존층 파괴에 따른 신냉매 개발에 관한 좋은 자료가 되었으며, 그 업적을 인정받아 2002년 대한민국학술원상을 수상했다.

### 에너지변환과 냉동공학의 학문적, 산업적 발전을 주도
에너지변환 분야에서는 열병합 발전소, 복합화력 발전소 등의 효율적인 운전을 위한 최적 조건들을 제시해 국가적인 에너지 절약과 수입 에너지원의 합리적 이용을 이끌었다. 냉동공학 분야에서는 냉방 및 냉동 시스템의 효율성 향상에 기여하여 하절기의 전력 피크를 관리하고 소비전력을 감축하는 데 기여했다. 이와 같은 그의 연구를 매개로 우리나라 열공학은 학문적으로 크게 성장했으며, 에너지산업과 냉동산업 역시 세계적 수준에 이르게 되었다. 그는 서울대학교 교수로 35년 동안 재직하면서 석사 113명, 박사 30명을 배출했으며, 그의 후학들은 우리나라 학계, 산업계, 관계에서 기계공학을 매개로 활발한 활동을 전개하고 있다.

### 대한기계학회 회장과 국제열전달학술회의연합회 회장을 역임
그는 1996～1997년에 공기조화냉동공학회(현 대한설비공학회) 회장, 1998년에 대한기계학회 회장을 역임하면서 우리나라 기계공학의 교육과 연구를 선진화하는 데 많은 영향을 미쳤다. 노승탁 교수는 탁월한 연구업적을 매개로 국제적인 학술교류도 적극 수행했다. 열공학 분야의 국제저널 편집위원과 국제학술회의 조직위원장을 여러 차례에 걸쳐 맡았다. 1998년에는 국제열전달학술회의연합회(Assembly for the International Heat Transfer Conferences, AIHTC)의 회장을 지냈으며, 미국기계공학회(American Society of Mechanical Engineers, ASME)의 석학회원(fellow)으로 선출되었다.

## 포상
- 1986년: 대한기계학회 학술상
- 1997년: 서울대학교 훌륭한 공대교수상 학술상
- 2002년: 대한민국학술원상
- 2008년: 녹조근정훈장
- 2011년: 제8회 일진상(한국공학한림원)

## 참고자료
- 대한민국과학기술유공자 홈페이지